# Historia techniki
Historia techniki – szereg istotnych faktów dotyczących zastosowania ważnych odkryć i wynalazków w technice na przestrzeni dziejów.

## Początki techniki na świecie
Najstarsze świadectwa działalności technicznej człowieka pochodzą z czasów prehistorycznych. Z tych najdawniejszych czasów mamy relatywnie dużo śladów owej działalności. Pierwszymi jej przejawami są najprostsze narzędzia kamienne pochodzące sprzed 2,5 mln lat. Około 600 tys. lat temu upowszechniły się pięściaki – uniwersalne narzędzia kamienne, oraz drewniane oszczepy służące do polowania. W tym czasie zaczęto też używać ognia co było rewolucyjną zmianą w dziejach. Wykorzystując go, można było przekształcać różne materiały, wzrosły możliwości przetrwania.
Około 30 tys. lat temu, wraz z rozwojem Homo sapiens pojawiły się istotne ulepszenia i wynalazki – udoskonalone narzędzia krzemienne, łuk i strzały, użycie kości, rogu i ścięgien zwierzęcych. Zaczęto budować pierwsze bardziej złożone schronienia z dostępnych materiałów. W młodszej epoce kamienia (neolicie), po rozpoczęciu uprawy roślin i hodowli zwierząt dokonano wielu kluczowych dla życia ludzi wynalazków. Pojawiło się stałe budownictwo wykorzystujące jako materiały kamień, cegłę i drewno. Zaczęto eksploatować surowce metodą górniczą – ok. 6000 lat p.n.e. powstały pierwsze kopalnie krzemienia. Użyto po raz pierwszy ceramiki i gładzonych narzędzi krzemiennych. Pojawiło się tkactwo i koszykarstwo. 
Świadectwem technicznych umiejętności ludzi neolitu są wielkie budowle ze z grubsza obciosanych kamieni (megality) budowane w okresie 5000-2000 p.n.e. w Europie, Azji i Afryce północnej. W IV tys. p.n.e. ludzkość przeżyła przełom technologiczny, który był najprawdopodobniej jedną z głównych przyczyn powstania cywilizacji. Wynaleziono wtedy pismo – pierwszy system utrwalania i gromadzenia oraz przekazywania informacji w trwałej formie, koło, statek żaglowy, radło. Po raz pierwszy zastosowano sztuczną irygację do nawadniania pól budując kanały, tamy, groble i upusty. Zaczęto wytapiać z rud metale – miedź i cynę, wydobywane w kopalniach. Używano wozów z pełnymi kołami. 
Powstały pierwsze zawody związane z techniką – garncarz, kowal, brązownik, żeglarz i inne. W pierwszych państwach powstałych u schyłku IV tys. p.n.e. w Egipcie i Mezopotamii rozwijała się inżynieria – budowano monumentalne konstrukcje w rodzaju piramid i świątyń. Pierwszym znanym z imienia inżynierem i architektem jest żyjący w III tys. p.n.e. Imhotep – budowniczy piramidy faraona Dżesera. Zdobycze techniki były przedmiotem wymiany, więc dość szybko rozpowszechniły się na znacznych obszarach. 
Pod koniec IV tysiąclecia p.n.e. zaczęto w Mezopotamii wytwarzać narzędzia z brązu. Ok. 2300 p.n.e. w cywilizacji Indusu wprowadzono w miastach system kanalizacji. Około 1500 r. p.n.e. w Egipcie wytworzono pierwsze naczynie szklane. Już około 1300 roku p.n.e. na terenach Azji Mniejszej zaczęto wytwarzać narzędzia z żelaza, choć technologia obróbki tego metalu była tajemnicą państwową. Około 1000 roku p.n.e. w Fenicji wprowadzono alfabet. W tym czasie technologia obróbki żelaza zaczęła się upowszechniać na obszarach Starego Świata.
Około 700 roku p.n.e. z inicjatywy króla Sennacheryba wybudowano w Asyrii pierwsze akwedukty dla zaopatrzenia miast w wodę. Sto lat później budowano już pierwsze stałe mosty na wielkich rzekach (most na Eufracie w Babilonie, Most Subliciusa w Rzymie na Tybrze). W 518 roku p.n.e. wykopano kanał żeglowny łączący Nil z Morzem Czerwonym. Do użytku na obszarze śródziemnomorskim wszedł nowy typ statku – galera wiosłowa. Do rozwoju techniki przyczynili się Grecy lubujący się w budowaniu skomplikowanych mechanizmów, których przykładem może być maszyna z Antikhitery, będąca najprawdopodobniej maszyną do obliczeń astronomicznych (III w. p.n.e.).
Ok. 399 roku p.n.e. w Syrakuzach wynaleziono machiny do miotania pocisków – katapulty i balisty. W 312 roku wybudowano pierwszą stałą drogę o twardej nawierzchni – rzymską Via Appia łącząca Rzym z Kapuą. Greccy uczeni z Muzejonu Aleksandryjskiego skonstruowali pompę tłokową, zegar wodny i pierwowzór silnika parowego. Rzymianie przyczynili się do rozwoju techniki na rozległym obszarze swego państwa wprowadzając miasta planowo budowane i skanalizowane, akwedukty, forty wojskowe i inne ulepszenia.
Na przełomie er wynaleziono młyn wodny, technologię produkcji wydmuchiwanych naczyń szklanych, broń z hartowanego żelaza. Rzymska armia, najlepiej wyposażona w ówczesnym świecie używała kolczug, żelaznych hełmów i zbroi z płyt metalowych. Jednakże w czasach cesarstwa wynalazczość w Rzymie zanikła, ośrodek innowacji technicznych przeniósł się do Chin, gdzie między 105 a 700 rokiem n.e. wynaleziono papier, chomąto i porcelanę. Ten zastój technologiczny był ważną przyczyną upadku Cesarstwa Rzymskiego.

## Od początków do rewolucji
We wczesnośredniowiecznej Europie nie dokonano zbyt wielu innowacji technologicznych. W 700 roku wynaleziono we Frankonii udoskonalony pług. W awangardzie postępu technicznego pozostawała cywilizacja chińska, w jej kręgu wynaleziono pomiędzy VIII a XIV wiekiem zegar mechaniczny, soczewkę szklaną, druk, proch strzelniczy, kompas i okulary.
Od XIII wieku osiągnięcia te za pośrednictwem Arabów zaczęły docierać do Europy. Wynalazczość starego kontynentu zaczęła się odradzać- w XIV wieku skonstruowano tu pierwszą armatę, mechaniczny zegar wieżowy, a jeszcze wcześniej, około 1240 r. ster zawiasowy. U progu czasów nowożytnych powstały kluczowe innowacje, które umożliwiły Europie osiągnięcie technicznej dominacji w świecie. Około 1400 roku wybudowano pierwszy wielki piec hutniczy, w 1450 roku Jan Gutenberg zastosował prasę drukarską z metalowymi czcionkami. W powszechne użycie weszły statki pełnomorskie przystosowane do dalekich podróży – karawele.
Około 1510 roku w Niemczech skonstruowano przenośny zegarek sprężynowy, a w 1569 we Francji wynaleziono tokarkę z prototypem wrzeciennika i suportu. Przełamana została dominacja istniejących od średniowiecza cechów rzemieślniczych, powstały pierwsze przedsiębiorstwa transportowe. Poziom wytwórczości i standard życia uległ ogólnemu podwyższeniu w stosunku do poprzedniej epoki.
Rewolucji naukowej XVII wieku towarzyszyły wynalazki, które przyspieszyły jej przebieg: mikroskop, luneta, arytmometr, barometr, zegar wahadłowy. Nauka stała się głównym czynnikiem rozwoju techniki. Na wyposażeniu europejskich armii znalazła się broń palna – muszkiety i działa. Powstanie manufaktur i obecność wielkich rezerw siły roboczej w Zachodniej Europie było jedną z przyczyn rewolucji przemysłowej.
W 1698 roku w Wielkiej Brytanii wynaleziono pompę parową, która umożliwiła skuteczne odwadnianie, a w efekcie eksploatację niższych pokładów węgla kamiennego. W 1735 r. Abraham Darby zastosował po raz pierwszy koks w hutnictwie. Richard Arkwright, John Kay i Samuel Crompton przyczynili się swymi wynalazkami do mechanizacji przemysłu włókienniczego – wynaleźli w XVIII wieku mechaniczne czółenko tkackie, przędzarki mechaniczne i maszyny przędzalnicze oraz mechaniczne krosna.
Ważnym zjawiskiem dla rewolucji przemysłowej było, oprócz mechanizacji produkcji pozyskanie nowych źródeł energii w postaci węgla kamiennego, który służył do napędzania maszyn parowych. Pierwszy silnik parowy skonstruował w 1735 roku Thomas Newcomen, a pierwszą maszynę parową James Watt w 1782 r. Ważnymi wynalazkami XVIII wieku były: kondensator elektryczny, piorunochron, balon i prasa hydrauliczna, które miały odegrać swą rolę w następnym etapie rewolucji przemysłowej. W Anglii a następnie w całej Europie i Ameryce Północnej zaczęły powstawać nowoczesne zakłady przemysłowe oparte na pracy maszyn i robotników: huty, fabryki włókiennicze, kopalnie. Podjęto budowę dróg i kanałów na wielką skalę, gdyż rozwijający się przemysł potrzebował sprawnego transportu. Transport kanałami usprawniło wynalezienie śluzy komorowej.
Te usprawnienia jednak nie wystarczały i w latach 1801-1808 pojawił się nowy środek transportu wynaleziony przez Richarda Trevithicka – lokomotywa parowa poruszająca się po szynach, napędzie opartym na parowym silniku wysokoprężnym. Przy pomocy George'a Stephensona nowy wynalazek upowszechnił się w Anglii – zaczęto budować linie kolejowe, początkowo na potrzeby przemysłu. W następnych latach sieć torów kolejowych zaczęła pokrywać obszary Europy i Ameryki. Po raz pierwszy w dziejach ludzkości pojawił się środek transportu niezależny od siły ludzkich czy zwierzęcych mięśni, osiągający na początku prędkość 48 km/h. Już w 1807 roku Amerykanin Robert Fulton skonstruował statek o napędzie parowym. W 1825 roku wybudowano w Anglii pierwszą kolej publiczną na linii Stockton - Darlington.
Na początku XIX wieku rozwijający się przemysł wprowadził wiele nowości do życia ludzi – wielokondygnacyjne budownictwo, przemysłowa produkcja kwasu siarkowego i sody, uzyskiwanie barwników syntetycznych, oświetlenie gazowe. Do rozwoju budownictwa przyczyniło się wynalezienie cementu portlandzkiego przez Josepha Aspdina w 1824 roku. Badania naukowe nad elektrycznością przyniosły skonstruowanie ogniwa galwanicznego (1800) i prądnicy prądu zmiennego (1832).
W 1834 roku Amerykanin McCormick skonstruował mechaniczną żniwiarkę, która podniosła wydajność rolnictwa, a 5 lat później Francuz Louis Daguerre wynalazł fotografię. Na początku lat 40. XIX wieku Samuel Morse wynalazł telegraf, który szybko upowszechnił się na całym świecie. Każdej linii kolejowej zaczęły towarzyszyć linie telegraficzne. W 1846 roku w Wielkiej Brytanii wynaleziono drukarską maszynę rotacyjną, która przyczyniła się do powstania światowej prasy i obiegu informacji. W 1853 roku Polak Ignacy Łukasiewicz wynalazł lampę naftową.
Dwa lata wcześniej, w 1851 roku w Londynie odbyła się pierwsza wystawa światowa – Wystawa Wytworów Przemysłu Wszystkich Narodów, popularyzująca techniczne i naukowe osiągnięcia ludzkości. 
W 1855 roku wyprodukowano pierwsze tworzywo sztuczne – parkesinę. Rewolucja w transporcie spowodowana upowszechnieniem się parostatków, kolei i parowozów była przyczyną większej integracji wszystkich części świata i "zmniejszania się odległości." W 1856 roku Henry Bessemer wynalazł masową konwertorową metodę produkcji stali, która pozwalała przetworzyć 5 ton surówki w 20 minut. Stal potaniała i znalazła szerokie zastosowanie w przemyśle, transporcie i budownictwie. W 1860 roku wynaleziono we Francji przemysłowy silnik spalinowy.
W 1863 roku wybudowano londyńskie metro. Wydajniejsze stało się wydobywanie surowców dzięki wynalezieniu wież i otworów wiertniczych do uzyskiwania ropy naftowej (1859), bezpiecznej lampy górniczej skonstruowanej przez brytyjskiego chemika Humphry'a Davy'ego (1815), mechanicznej wiertarki do wykonywania otworów strzałowych (1863).
W 1860 roku światowe wydobycie węgla kamiennego wynosiło 132 mln ton, a w 1900 700 mln ton. W 1866 roku poprowadzono na dnie Atlantyku kabel telegraficzny z Wielkiej Brytanii do USA. Brytyjski inżynier Isambard Kingdom Brunel wynalazł kesonową technikę posadowiania filarów mostowych i wybudował dwa wielkie parowce oceaniczne – Great Britain i Great Eastern, mogące pomieścić do 6 tys. pasażerów. W 1866 roku Alfred Nobel wynalazł wydajny materiał wybuchowy – dynamit, a Niemiec Werner Siemens prądnicę samowzbudną. Francuz Joseph Monier wynalazł w 1867 roku żelbet, co w połączeniu z kratownicowymi konstrukcjami stalowymi i dźwigami otworzyło przed budownictwem nieznane wcześniej perspektywy. W 1869 roku przekopano Kanał Sueski łączący Morze Śródziemne z Morzem Czerwonym.
W II połowie XIX wieku technika powoli przestawała być domeną wynalazców-amatorów. Powstawały szkoły techniczne i pierwsze przemysłowe laboratoria badawcze. Środowisko uczonych zaczęło współpracować z przemysłem. Chemicy syntetyzowali sztuczne barwniki i leki, szybko wprowadzane do produkcji przemysłowej, tak samo jak nawozy sztuczne. Wynalazki te przyczyniły się do polepszenia bytu ludzi podnosząc wydajność rolnictwa i umożliwiając dostęp do tanich leków i ubrań.
Druga połowa XIX wieku przyniosła nowe rewolucyjne wynalazki: maszynę do pisania (1867), telefon wynaleziony przez Aleksandra G. Bella (1876), czterosuwowy silnik spalinowy (1876) i fonograf Thomasa A. Edisona (1877). W 1879 roku amerykański wynalazca Thomas Alva Edison skonstruował pierwszą żarówkę elektryczną, a w 1882 zbudował pierwszą elektrownię miejską oświetlającą Nowy Jork. Ten elektryczny system oświetlenia znalazł szerokie zastosowanie na całym świecie. W 1881 roku Werner von Siemens opatentował tramwaj elektryczny, a w 1884 roku wynaleziono linotyp. Pod koniec XIX wieku wynaleziono samochód (1885), oponę pneumatyczną (1888) i kinematograf (1895).
Światowa dominacja techniczna, należąca dotychczas do Europy, zaczęła w tym czasie przechodzić w ręce Amerykanów. Jeszcze w 1896 roku

## Technika współczesna
I wojna światowa przyczyniła się do wprowadzenia wielu innowacji w technice militarnej: czołgu, gazów bojowych, samolotów, bomb lotniczych, artylerii wielkokalibrowej, wojskowych systemów łączności telefoniczno-radiowej. Zwróciło to uwagę na negatywne aspekty postępu technicznego, możliwość wykorzystywania przedmiotów technologii przeciw ludziom. W rok po zakończeniu wojny (1919) brytyjscy lotnicy John Alcock i A. Brown dokonali pierwszego przelotu samolotem przez Atlantyk.
W 1920 roku uruchomiono pierwszą rozgłośnię radiową w Pittsburghu w Stanach Zjednoczonych. W 1924 roku we Włoszech wybudowano pierwszą autostradę łącząca Mediolan i Varese. W tym samym roku brytyjski wynalazca John Logie Baird skonstruował telewizyjny odbiornik mechaniczno-optyczny. V. Zworykin zapoczątkował telewizję elektroniczną w USA konstruując kineskop.
W 1929 roku w Wielkiej Brytanii skonstruowano zegar kwarcowy, a w 1931 roku w USA wybudowano pierwszy cyklotron. W 1933 roku w Niemczech skonstruowano mikroskop elektronowy, a w 1935 magnetofon. Już w 1936 roku w Wielkiej Brytanii emitowano stały program telewizyjny. W 1937 roku w USA wyprodukowano użyteczne Tworzywa sztuczne - nylon. II wojna światowa przyspieszyła rozwój techniki, gdyż rządy i sztaby wojskowe pragnąc uzyskać przewagę techniczną nad nieprzyjacielem inwestowały w programy technologii militarnej. Niemcy rozwijały technikę lotniczą i rakietową. Hitlerowska Rzesza prowadziła badania nad napędem rakietowym w ośrodku Peenemünde pod przewodem inżyniera Wernera von Brauna. Ich plonem była seria bojowych rakiet typu V.
Już w 1939 roku skonstruowano w Niemczech samolot z silnikiem turboodrzutowym. W Stanach Zjednoczonych od 1942 roku prowadzono ściśle tajny projekt pod kryptonimem "Manhattan", który zakończył się w 1945 roku zbudowaniem bomby atomowej. W 1942 roku skonstruowano reaktor jądrowy, a w 1944 roku komputer – wszystko to na fali programu budowy broni jądrowej, którą skonstruował zespół Roberta Oppenheimera. Po wojnie zaczęto zbierać owoce tych programów militarnych w postaci zupełnie niewojskowych technologii.
W 1947 roku w USA zbudowano samolot przekraczający w locie prędkość dźwięku, w 1949 zegar atomowy, a w 1954 roku w ZSRR uruchomiono pierwszą elektrownię jądrową. W 1948 roku opracowano podstawy kserografii, a w 1956 roku skonstruowano magnetowid. W 1957 roku Związek Radziecki wypuścił na orbitę pierwszego sztucznego satelitę Ziemi – Sputnika.
W 1948 roku w USA wynaleziono tranzystor, a w 1958 roku układy scalone, co przyczyniło się do rozwoju komputeryzacji. W 1960 roku Theodore Maiman skonstruował laser. Od II połowy XX wieku zaczęto wprowadzać najpierw w nauce i przemyśle, komputeryzację i robotyzację, a od 1962 roku satelity usprawniły komunikację. W 1961 roku ZSRR wypuścił pierwszy załogowy statek kosmiczny. W 1967 roku we Francji została wybudowana elektrownia wykorzystująca energię pływów morskich. W 1969 roku Stany Zjednoczone umieściły na Księżycu i sprowadziły z powrotem na Ziemię załogowy statek kosmiczny Apollo 11. W 1971 roku w USA skonstruowano mikroprocesor, co stało się początkiem miniaturyzacji w dziedzinie informatyki. W 1972 roku w Wielkiej Brytanii wynaleziono tomografię komputerową, a w 1973 roku w USA kalkulator elektroniczny. W 1975 wysłano w przestrzeń kosmiczną sondy Voyager 1 i dwa służące do badania dalekich planet. W 1975 roku w USA firma IBM wyprodukowała komputer osobisty. W 1980 zapoczątkowano satelitarne przesyłanie faksów.
W 1981 roku NASA użyła w badań kosmicznych wahadłowca kosmicznego. W 1982 roku w Holandii opatentowano płytę kompaktową.
Rok później w Japonii otwarto podwodny tunel Seikan, liczący 54 km długości, łączący wyspy Hokkaido i Honsiu.
W 1984 roku w ZSRR dokonano najgłębszego, bo liczącego 12 000 metrów odwiertu geologicznego.
W 1987 roku w Japonii oddano do użytku most o rozpiętości przęsła 1760 m, łączący wyspy Honsiu i Sikoku. W 1990 roku na orbitę okołoziemską wyniesiono teleskop kosmiczny Hubble'a, a rok później obserwatorium Compton Gamma Ray Observatory. W 1994 roku otwarto tunel podmorski łączący Dover z Calais o długości 50 km. W 1996 roku sklonowano pierwszego ssaka – owcę Dolly zapoczątkowując tym samym rozwój współczesnej inżynierii genetycznej. Koniec XX i początek XXI wieku zaznaczył się upowszechnieniem telefonii komórkowej i satelitarnej, rozwojem Internetu - światowej sieci informacyjnej, początkowo utworzonej dla potrzeb nauki, badaniem Marsa za pomocą sond i pojazdów, rozwojem robotyki i poszukiwaniem nowych źródeł energii.